# Heliconius helena
Heliconius helena är en fjärilsart som beskrevs av Riffarth 1907. Heliconius helena ingår i släktet Heliconius och familjen praktfjärilar. Inga underarter finns listade i Catalogue of Life.